# عمرو زکی
عمرو زکی (عربی: عمرو زكي؛ زادهٔ ۱ آوریل ۱۹۸۳) یک بازیکن فوتبال در پست مهاجم اهل مصر است.

## باشگاهی
از باشگاه‌هایی که در آن بازی کرده‌است می‌توان به باشگاه ورزشی زمالک، لوکوموتیو مسکو، هال سیتی، الازیغ‌اسپور، ویگان اتلتیک، باشگاه ورزشی السالمیه کویت، باشگاه فوتبال الرجا، باشگاه ورزشی العهد، تیم ملی فوتبال مصر، و باشگاه فوتبال الرجا اشاره کرد.

## تیم ملی
وی همچنین در تیم ملی فوتبال مصر بازی کرده است.